# 流行美 (品牌)
流行美曾是一家主要销售发饰并提供盘发服务的饰品店，也曾受到中国内地一些X世代、Y世代、Z世代等老一辈人的熟知和喜爱，也同时出现了千千氏、发彩等一些竞争对手，后来因流行趋势及生活习惯的改变且因出现大量套路或服务质量下降等因素导致进店客流流失、顾客投诉率增高、门店出现减少、品牌存在感下降并且两次IPO均未能实现上市，而且还出现其公司倒闭的质疑及消费者的回忆，在一段时间后才开始增加化妆品及皮肤管理项目并以此为主打，至今仍在闲鱼能找到早期款式商品以及在优酷、腾讯视频等平台也能找到其制作的盘发教程视频